# Districte municipal de Šiauliai
El Districte municipal de Šiauliai (en lituà: Šiaulių rajono savivaldybė) és un dels 60 municipis de Lituània, situat dins del comtat de Šiauliai. El centre administratiu del municipi és la ciutat de Šiauliai.

## Seniūnijos del districte municipal de Šiauliai
- Bubių seniūnija (Bubiai)
- Ginkūnų seniūnija (Ginkūnai)
- Gruzdžių seniūnija (Gruzdžiai)
- Kairių seniūnija (Kairiai)

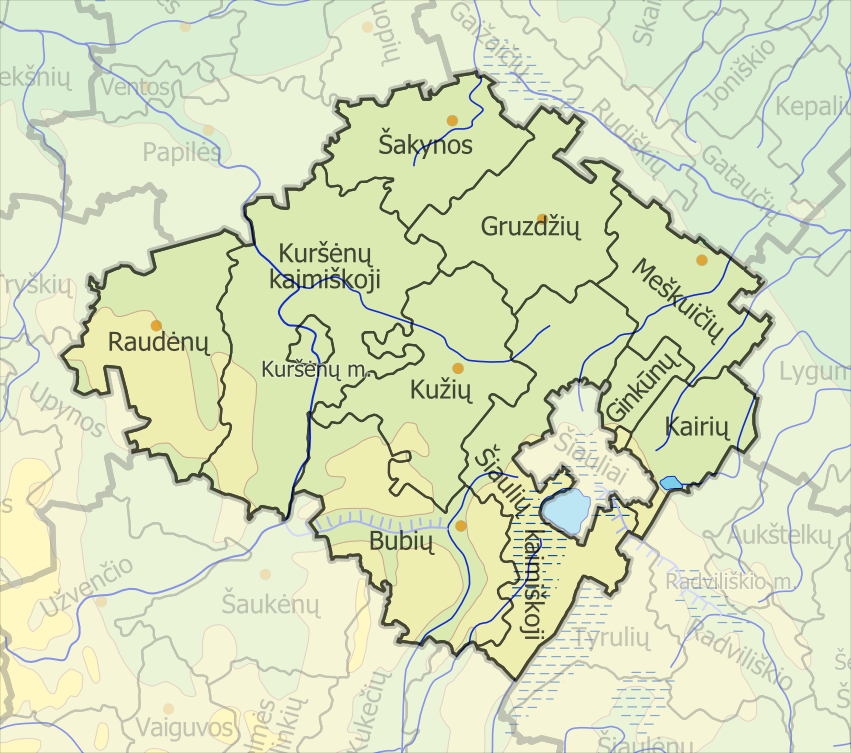
Mapa del districte

- Kuršėnų kaimiškoji seniūnija (Kuršėnai)
- Kuršėnų miesto seniūnija (Kuršėnai)
- Kužių seniūnija (Kužiai)
- Meškuičių seniūnija (Meškuičiai)
- Raudėnų seniūnija (Raudėnai)
- Šakynos seniūnija (Šakyna)
- Šiaulių kaimiškoji seniūnija (Vijoliai)